# Булынников, Александр Яковлевич
Алекса́ндр Яковлевич Булынников  (25 августа (6 сентября) 1892, Псков, — 21 октября 1970, Томск) — русский, советский геолог, петрограф, доктор геолого-минералогических наук (1941), профессор, заведующий кафедрой петрографии Томского университета (1935—1967).

## Биография
Из мещан. После окончания Сергиевского реального училища в Пскове (1911) поступил в Санкт-Петербургский горный институт, где в то время преподавали выдающиеся русские геологи профессора Е. С. Федоров, К. И. Богданович, В. В. Никитин и др.
Летом 1915 года вел топографическую съемку и работал коллектором в поисково-разведочной партии, проводившей изыскания на рудное золото и медь в Ходжентском уезде Самаркандской области. В 1916 году состоял коллектором геолога Геолкома В. А. Вознесенского при экспертизе месторождений хрома, никеля и сурьмы на Урале. Летом 1917 года под руководством геолога Геолкома В. К. Котульского проводил съемочно-геологическую работу, а также разведку на рудное золото в системе р. Алкабека (Зайсановский уезд Семипалатинской области). В декабре 1917 года вернулся в Петроград для окончания института, однако из-за материальных трудностей вынужден был прервать учёбу и в мае 1918 года по приглашению Южно-Сибирского акционерного общества уехать в Сибирь, где продолжил разведку Алкабекского месторождения и в качестве горного техника заведовал горными работами на Лайлинских рудниках (Усть-Каменогорский уезд) в Калбе.
С мая 1919 года находился в белой армии, служил рядовым пехотинцем 5-го пехотного полка, затем — сапером 5-го инженерного дивизиона в Семипалатинске. С 17 ноября 1919 по 14 января 1920 в Семипалатинске служил в качестве топографа в штабе 4-го крестьянского корпуса Красной Армии. После демобилизации был направлен горным техником в горный отдел Семипалатинского губсовнархоза. Принимал активное участие в экспертизе экибастузских копей, поисково-разведочных работах на Кумгульском каменноугольном месторождении и в геологической съемке района озера Ала-Куль (Балхаш).
Осенью 1920 года направлен в Томск для завершения учёбы. В июле 1921 года окончил горный факультет ТТИ по геологоразведочной специальности со званием горного инженера, а в декабре 1921 года — геологоразведочный факультет Петроградского горного института.
По окончании ТТИ поступил инженером-геологом в Сибирское отделение треста «Промразведка» и до апреля 1922 года заведовал геологоразведочной партией, проводившей изыскания на золото в Ольховском районе Минусинского уезда.
С апреля по ноябрь 1922 года служил помощником заведующего подземными работами на Прокопьевских копях Кузбасстреста. С 1 ноября 1922 по 1 июля 1923 работал инженером-разведчиком в Иркутском отделении «Промразведки» и занимался статистико-экономическим и геологическим описанием месторождений золота в Восточной Сибири. Одновременно по совместительству преподавал геологию в Иркутском индустриальном техникуме.
В мае 1923 года, после слияния «Промразведки» с Сибгеолкомом перевелся в Томск и с 1923 по 1925 в качестве начальника геолого поисковой партии руководил исследованиями в Ольховско-Чибижевском золотоносном районе Восточного Саяна (Минусинский округ).
В феврале-марте 1926 года по заданию и на средства Управления Томской железной дороги искал огнеупорные глины в Красноярском округе в районе станций Клюквенная-Балай и открыл Уярское и Соболевское месторождения. С июня 1926 по май 1927 являлся начальником Мажарской, с конца мая 1927 по май 1929 — Саралинской, затем до конца декабря 1929 года — Коммунаровской геологоразведочных партий, работавших в золоторудных районах Кузнецкого Алатау. В результате работ по открытию и ревизии ряда ценных золоторудных месторождений (Росомахинское, Августовское, Промежуточное, Ивановское, Комсомольское и др.) была расширена база рудников. Геологические изыскания Булынникова способствовали введению рудников «Коммунар» и «Саралы» в число действующих предприятий.
В марте 1930 года окончил трехмесячные курсы повышения квалификации геологоразведчиков при Главном геологоразведочном управлении, после чего был назначен на должность геолога отдела разведок. С мая 1930 года — начальник Коммунаровской геологоразведочной партии. Продолжил работу в Сибирском отделении геолкома (Сибгеолком, Западно-Сибирское геологическое управление, Западно-Сибирский геологический трест), где оставался на службе до 1938 года в качестве инженера-геолога. В эти годы исследовал золотые месторождения Восточного Саяна и Кузнецкого Алатау. С 1931 года проводил геологопоисковые работы на золото в Мариинской тайге, консультировал и руководил работами в тресте «Сибметразведка», где занимался изучением золотоносности и магматизма Салаирского кряжа. При его помощи были составлены детальные геологические карты и геолого-экономическое описание золоторудных площадей Алтая, Салаира, Кузнецкого Алатау и Саян, позволившие вести поиск и разведку новых месторождений. По большинству месторождений им были составлены геологические очерки.
С сентября 1930 по май 1934 по совместительству исполнял обязанности старшего преподавателя и доцента по кафедре петрографии Сибирского геолого-разведочного института, затем — Томского горного института. Читал лекции и вел практические занятия по петрографии и минералогии.
С 1 сентября 1934 года — доцент по кафедре петрографии, с 1 ноября 1934 г. по 1 февраля 1935 года — заведующий петрографическим кабинетом, с 4 сентября 1935 года — и. о. заведующего кафедрой вместо переведенного в Москву Н. Н. Горностаева.
С 21 января 1938 по 20 апреля 1949 и с 2 июня 1954 по 1 сентября 1967 — заведующий кафедрой петрографии ТГУ (в мае 1938 года утвержден ВАК ВКВШ в звании профессора и в ученой степени канд. геол.-минерал. наук без защиты диссертации). С 1 сентября 1967 года — профессор, с 1 января 1972 года — профессор-консультант. Читал лекционные курсы по всему циклу петрографических дисциплин, а также спецкурсы: физико-химическая петрография, магматические формации и петрографические провинции и др. Некоторое время вел геологическую часть проектирования поисков и разведок в ТИИ.
26 марта 1941 года в совете ТГУ защитил докторскую диссертацию на тему «Золоторудные формации и золотоносные провинции Алтае-Саянской горной системы».
В предвоенные годы, во время Великой Отечественной войны и после окончания продолжал исследования в Мартайге, Горной Шории, Салаире, Восточном и Западном Саянах, выступал в качестве инспектора геоконтроля, эксперта, консультанта и руководителя геологопоисковых и разведочных работ «Золоторазведки», ЗСГУ, трестов «Запсибзолото», «Хакзолото», «Запсибцветметразведка», «Запсибгеоразведтреста». Особое значение имели его работы на золотых рудниках «Знаменитый» (1943), «Коммунар» (1944) и «Центральный» (1945), откуда страна получала драгоценный металл. С апреля 1944 по июль 1948 по совместительству являлся старшим научным сотрудником Западно-Сибирского филиала АН СССР.
25 апреля 1949 года был арестован и обвинен в «участии в антисоветской группе» по «красноярскому делу» и постановлением ОСО МГБ СССР осужден по статье 58 (п. 7) на 15 лет заключения без конфискации имущества. Отбывал заключение в геологическом отделе ОТБ-1 (Красноярск). В лагере был вместе с профессором Московского горного института Крейтером, академиком АН Казахской ССР, доктором геолого-минералогических наук Русаковым, Тетяевым — профессором из Ленинграда.
Находясь в заключении в составе системы «Енисейстрой», выполнил целый ряд крупных петрографо-минералогических исследований, открыл месторождение золота «Находка», флюоритовые рудопроявления и месторождения («Вершинка Уйбата») и др. Реабилитирован 10.04.1954. Освобожден 10 апреля 1954 года в связи с прекращением дела за недоказанностью состава преступления.
Как педагог много внимания уделял методикам преподавания, организовал при ТГУ музей региональной петрографии. Среди его учеников — доценты В. А. Врублевский, Г. А. Иванкин, Н. И. Кузоватов, научные сотрудники В. А. Булынников, Ю. Р. Рабинович, А. В. Бязин и др. Избирался членом месткома ТГУ, входил в состав объединённого диссертационного совета при ТПИ.
Умер А. Я. Булынников 21 октября 1972 года и похоронен на Бактинском кладбище в Томске.

## Научная деятельность
А. Я. Булынников подготовил около 200 научных работ по петрографии и геологии полезных ископаемых. Но не все его работы были опубликованы в связи с секретности золотой темы. Кроме монографии, его крупными обобщающими работами являются «Геолого-экономический обзор золотоносных формаций областей Западной Сибири», «Золоторудные формации Кузнецкого Алатау», «Общие и специфические черты золотоносности Западной Сибири» и др., расширяющие и углубляющие знания в области геологии, петрологии и генезиса полезных ископаемых Сибири.
Рекомендуя его на должность инженера-геолога Геолкома в феврале 1926 г., заведующий Сибгеолкомом М. А. Усов отмечал, что в своей работе А. Я. «…проявляет определенный уклон в сторону непосредственного применения теоретических выводов к вопросам прикладной геологии», а как руководитель показал себя «техником и хозяином».
26 марта 1941 г. в совете ТГУ защитил докторскую диссертацию «Золоторудные формации и золотоносные провинции Алтае-Саянской горной системы» (официальный оппонент — академик В. А. Обручев). В работе описал все известные в то время типы золотого оруденения территории Западной Сибири и выделил 12 золоторудных формаций, объединённых в 4 комплекса (золото-мышьяк-полиметаллический, золото-медно-висмутовый, золото-медно-свинцовый, золото-барит-серебро-полиметаллический). Он сформулировал ряд важнейших положений теоретического и прикладного характера, легших в основу созданного им петрологического направления в изучении золота. Написанная по результатам работ одноимённая монография не утратила своей актуальности и сегодня.
Специалист по геологии и золотоносности Алтае-Саянской складчатой области, первооткрыватель ряда месторождений золота и один из первооткрывателей Кия-Шалтырского месторождения уртитов — сырьевой базы Ачинского алюминиевого комбината (1957).

## Черты характера
По характеру был очень мягким и душевным человеком, никогда не позволял себе резкости в поступках и даже разговорах. Порой эта мягкость и нетребовательность были даже во вред учебно-производственным делам кафедры.
Очень любил и ценил поэзию, с удовольствием декламировал любимых поэтов, произведения которых переписывал с юношеских лет. По его воспоминаниям, изъятие при аресте заветных тетрадей со стихами стало для него настоящей трагедией. Находясь в камере Лефортово, писал стихи. Неплохо разбирался в литературе, интересовался историей.
Читал специальную литературу на английском, немецком и французском языках.
Отличался хлебосольством и всегда с радостью принимал у себя дома сослуживцев и друзей.

## Семья
Отец, Яков Александрович (около 1850—1906), родом из Пскова, мелкий торговец. Мать, Анна Лавровна (около 1869—1916), происходила из Ярославской губернии. В семье, помимо самого А. Я. Булынникова, было ещё 9 детей.
Жена — Пиама Стефановна Краснопеева (1896—1982), выпускница ТГУ 1929 года, канд. геол.-минерал. наук, палеонтолог.
Дочь Антонина (1923 г.р.) и сын Виктор (1925 г.р.) — кандидаты геол.-минерал. наук, выпускники ГПФ ТГУ.
Внук Сергей — геолог, окончил ГГФ ТГУ.

## Признание, награды
- За лучшую научно-исследовательскую работу, выполненную в годы войны, был удостоен второй премии ТГУ (1945).
- В 1961 году ему присудили первую премию ТГУ за монографию «Общие и специфические черты золотоносности Западной Сибири».
- В 1969 году А. Я. Булынникову присвоено звание «Первооткрыватель месторождения», а в поселке Белогорск (Кузнецкий Алатау) установлена памятная стела.